# Rebolosa
Rebolosa é uma povoação portuguesa sede da Freguesia de Rebolosa do Município do Sabugal, freguesia com 11,12 km² de área e 205 habitantes (censo de 2021), tendo, por isso, uma densidade populacional de 18,4 hab./km².

## Demografia
A população registada nos censos foi:
| Distribuição da População por Grupos Etários | Distribuição da População por Grupos Etários | Distribuição da População por Grupos Etários | Distribuição da População por Grupos Etários | Distribuição da População por Grupos Etários |
| -------------------------------------------- | -------------------------------------------- | -------------------------------------------- | -------------------------------------------- | -------------------------------------------- |
| Ano                                          | 0-14 Anos                                    | 15-24 Anos                                   | 25-64 Anos                                   | > 65 Anos                                    |
| 2001                                         | 20                                           | 12                                           | 90                                           | 83                                           |
| 2011                                         | 13                                           | 21                                           | 90                                           | 98                                           |
| 2021                                         | 11                                           | 9                                            | 73                                           | 112                                          |

## Património
Do seu património arquitetónico destaca-se a Igreja Matriz, a Capela de São Sebastião, a Fonte dos Prados, os Chafarizes do Fontes Prados, o Novo e o Chafariz e ainda várias alminhas e 12 cruzeiros espalhados pela freguesia.

## Associações e Coletividades
- Associação de Caça e Pesca da Rebolosa
- Associação Social, Cultura e Desportiva da Rebolosa.

## Festas e Romarias
- Festas do Senhor dos Aflitos - 1.º fim de semana de agosto (antes era em setembro)
- Festas de Stº António - 1º fim de aemana de agosto
- Festas de Stª Catarina (de Alexandria) - 25 de novembro
- Festival do Acordeão e tocadores de Realejo (finais de junho, princípio de julho)

E muitas mais que se espalham pelo ano, com:
- A festa dos Zés
- A festa dos Mistos e Casados de Fora
- A festa dos Manuéis
- Festas do Antónios
- Festa dos Franciscos
- Convívio das mulheres, em setembro

Também existe a típica capeia arraiana da zona da Raia, a seguir aos dias da Festa dos Senhor dos Aflitos e do Stº Antonio.  